# Kostel svatého Jiří (Aldašín)
Kostel svatého Jiří na Aldašíně je jedinou stavbou, která z této zaniklé vesnice zůstala stát. Barokní kostel je spolu s hřbitovem obrostlý smrkovým lesem. Kostel patří k římskokatolické farnosti Kostelec nad Černými lesy.

## Popis

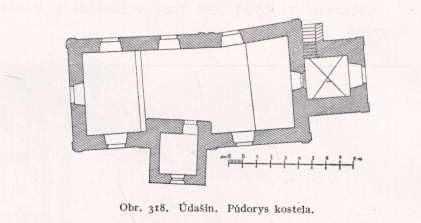
Půdorys kostela

Jedná se o jednolodní kamenný barokní kostel postavený na nepravidelném obdélníkovém půdoryse. Na západním průčelí kostela stojí hranolová věž zakončená osmibokou helmicí. Strop v lodi a presbytáři je plochý, okna kostela jsou obdélníková a segmentově sklenutá.

## Historie

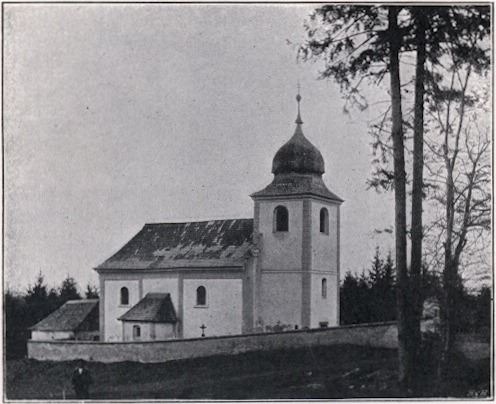
Kostel v roce 1907

První, dřevěný kostelík stál na Aldašíně podle archeologických průzkumů již na přelomu 13. a 14. století. Tento kostel byl ve 14. století nahrazen kamenným gotickým chrámem, ten byl původně zasvěcen sv. Bartoloměji. Poprvé je písemně doložen v roce 1352, kdy je Aldašín připomínán jako plebánie s kostelem.
Za husitských válek byla opuštěna aldašínská fara a obec definitivně zpustla po roce 1645, kdy byla za třicetileté války vypálena. Pokusy o znovuosídlení obce nebyly úspěšné. Starý kostel byl ale v roce 1729 přestavěn a barokizován na popud majitelky panství, Marie Terezie z Lichtenštejna. V roce 1732 byl v souvislosti se změnou zasvěcení z kostela odstraněn obraz sv. Bartoloměje a byl nahrazen oltářním obrazem sv. Jiří. Kostel byl v roce 1771 doplněn na západním průčelí hranolovou věží s osmibokou helmicí. V roce 1782 byl přestavěn hlavní barokní oltář, následně byl v roce 1874 natřen a pozlacen, roku 1884 byl oltářní obraz sv. Jiří nahrazen novým od malíře Josefa Kandlera. Stejného roku byla, v rámci celkové opravy, do kostela přidána současná kazatelna, která je vyzdobena obrazy evangelistů. Kostel byl dále opraven v roce 1907, to byla postavena nová kruchta, položena dlažba a vybudovány dveře vedoucí ze sakristie přímo na hřbitov. Kostel byl znovu opraven roku 1934 za státní náklad 50 000 Kčs, byla vyměněna střešní krytina a hřbitov byl rozšířen.
Díky své poloze v hlubokých lesích se Aldašín stal vyhledávaným poutním místem, tradice poutí však byla ukončena po komunistickém puči v 50. letech 20. století.
Kostel byl dále opravován v letech 2008–2019, v roce 2018 byla např. přidělena dotace na opravu vnějšího pláště.

## Současnost

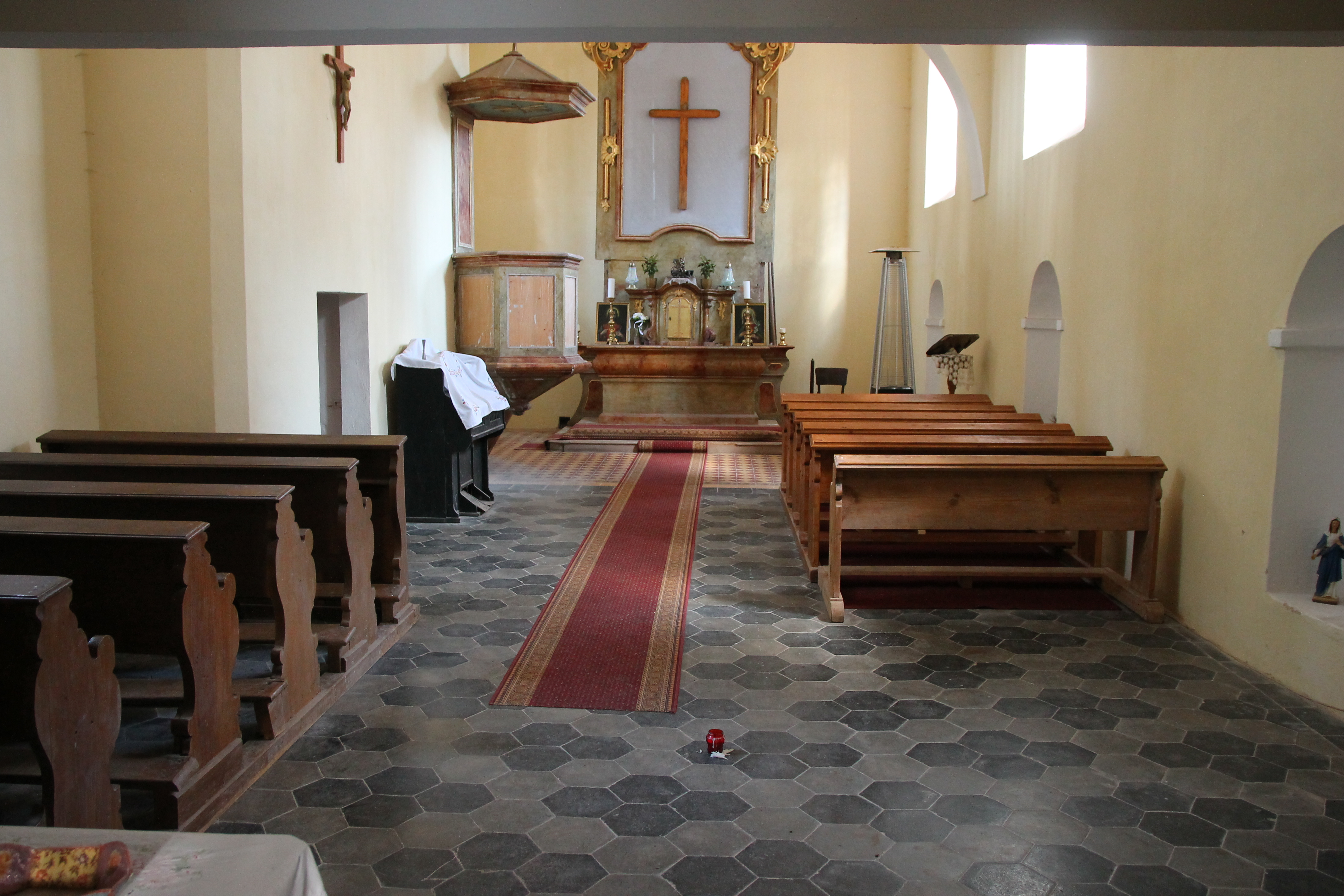
Interiér kostela

Kolem kostela se rozkládá funkční hřbitov s  rozpadající se márnicí, je na něm pochován mj. biskup Jan Lebeda, dokumentarista Jan Špáta, hudební skladatel Karel Svoboda či generálmajor Jiří Birula. V kostele sv. Jiří se konají mše pravidelně každou druhou neděli v měsíci od 14.00.

## Zvony
V kostele byly instalovány dva zvony, dnes se zde již žádný z nich nenachází. Starší zvon byl ulit roku 1611 zvonařem Jakubem Mělnickým z Mladé Boleslavi. Sto let byl zvon zavěšen na starém kostele – není však známo, jestli v sanktusníkové věži či na samostatně stojící zvonici. Není ani známo, kde byl umístěn mezi lety 1729 a 1771, kdy už stál nový barokní kostel, ale bez věže. Po roce 1771 byl zvon zavěšen ve věži kostela na dvojité stolici. Mladší zvon jménem Bartoloměj byl zrekvírován za 1. světové války. Staršímu se podařilo rekvizici uniknout, ačkoliv nebyl starší než z roku 1600 (zvony z dřívější doby se nesměly rekvírovat), aldašínský zvon byl totiž považován za významnou památku a proto byl ve věži na rozdíl od mladšího zvonu ponechán. Zvon přečkal i druhou světovou válku a období komunistického režimu, v 70. letech 20. století byla pořízena nahrávka jeho zvuku, která byla poté přehrávána v Jevanech u příležitosti pohřbů. V 90. letech 20. století byl starší zvon přenesen do kostela sv. Norberta v Praze kvůli obavám ze zlodějů kovů. Zvon byl pojmenován Aldašín a pokud to bude možné, počítá se s tím, že bude na Aldašín navrácen.

### Zvon Aldašín

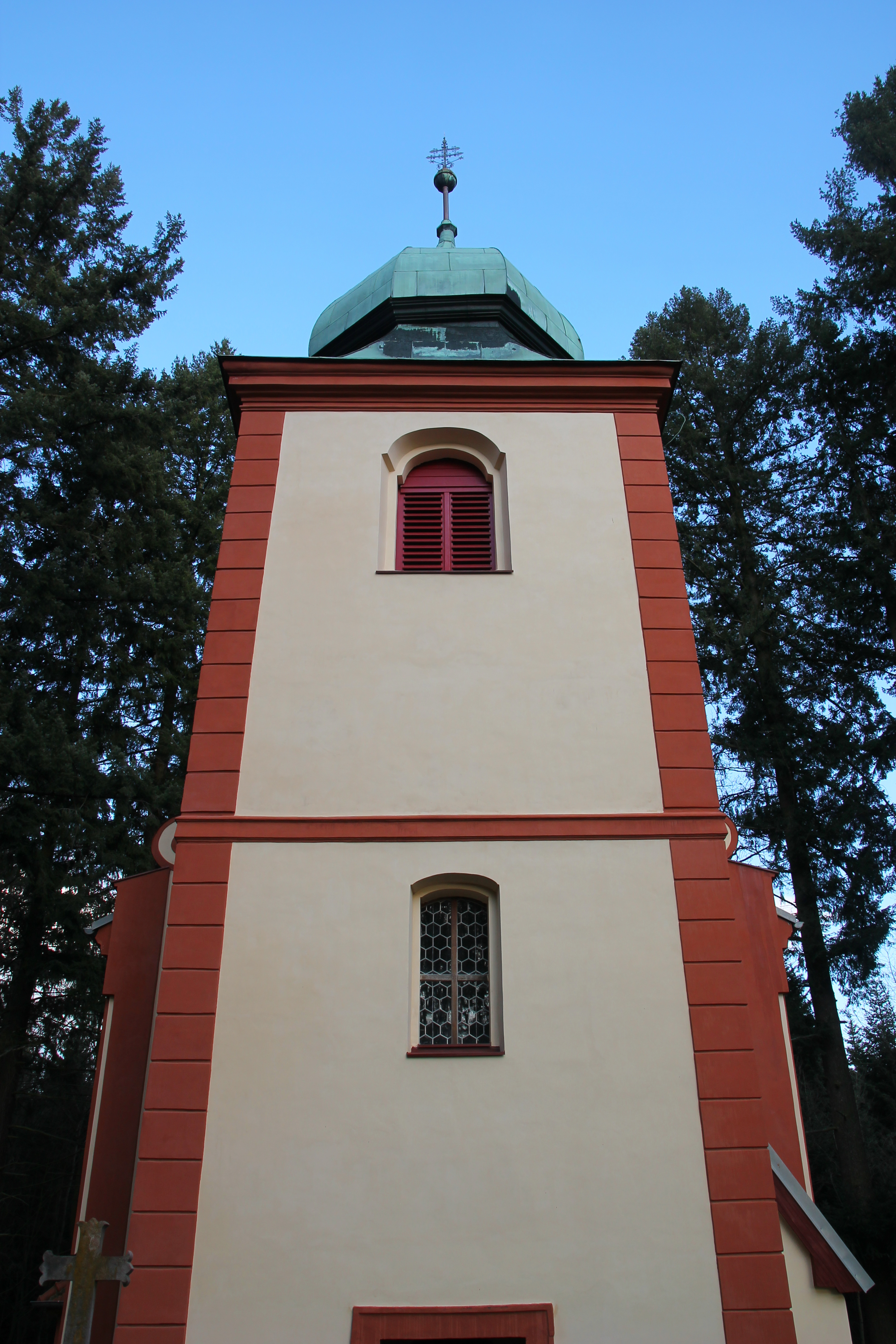
Detail věže

Zde jsou uvedeny technické parametry a popis staršího zvonu (Aldašín).
| Hmotnost zvonu       | 325 kg      |
| Hmotnost srdce       | 10,8 kg     |
| Průměr zvonu         | 776 mm      |
| Hloubka zvonu        | asi 585 mm  |
| Tloušťka věnce zvonu | 60 až 63 mm |
| Nárazový tón         | d2          |

Zvon má čelní ucha zdobena andílčími hlavičkami, na horní části zvonu se nachází reliéfní pás s putti hrajícími na hudební nástroje a pásem s akantovými listy. Na přední straně se nachází erb Samuela Trojana z Bylan a Rosfeldu doplněný po obou stranách nápisem. Na věnci zvonu se nacházejí čtyři medaile – dvakrát medaile s polopostavou Filipa II. Habsburského a šalvějovými listy a dvakrát medaile s tváří Krista a nápisem YHS XPC SALVATOR MVNDI – Ježíš Kristus, Spasitel světa.
Na zvonu jsou uvedeny následující nápisy:
| Přední strana (kolem erbu) | Zadní strana |
| --- | --- |
| TENTO ZWON VDIELAN NA- KLADEM OSADNICH ZADU- SSI ALDASSINSKEHO PRZICZI- NIENIM A ZA SPRAWY PAN- STWY KOSTELECZKEHO VROZE- NEHO PANA SAMVELE TRO- YANA Z BYLAN, Z ROSFELDV ODE MNE YAKVBA, ZWONARZE W MIESTIE MLADEHO BOLESLAVA | LETHA PANIE 1611 SLYT GEST ZA KNIEZE WACZLAWA CARIONA, RODICZE BOLESLAWSKEHO, W KONO GEDECH FARARZE, ZA STARSSYCH KOSTELNIKVW SPRAWOWANI, WON- DRZEGE KREICYHO, WACZLAWA GARO- LYMOWA Z BOHVMILE, GANA PROKO- POWA Z WALDESSYNA, ZIETIE |
| Přepis: Tento zvon udělán nákladem osadních záduší aldašínského přičiněním a za správy panství kosteleckého pana Samuele Trojana z Bylan, z Rosfeldu, ode mne Jakuba, zvonaře v městě Mladého Boleslava                        | Přepis: Léta Páně 1611 slit jest za kněze Václava Cariona, rodiče boleslavského, v Konojedech faráře, za starších kostelníků spravování: Ondřeje Krejčího, Václava Jarolímova z Bohumíle, Jana Prokopova z Valdešína – zetě             |

### Zvon Bartoloměj
Menší ze zvonů, který se nedochoval, měl průměr 650 mm a byl 375 mm vysoký. Byl ulit v roce 1718 jako náhrada za původní ukradený zvon a nesl jméno Bartoloměj.
Na zvonu byly uvedeny tyto nápisy:
| Nahoře kolem                                          | Na plášti |
| ----------------------------------------------------- | --- |
| VALENTIN LISSIACK GOSS MICH AVF DER KLEIN SEIDEN PRAG | LETA PANIE 1718 TENTO ZWON PO VKRADENI PRZEDESSLEHO NAKLADEM ZGEDNAN A SLYT GEST KE CTI A CHWALE BOZY A SWATEHO BARTOLOMIEGE APOSTOLA PANIE     |
| Přepis: Valentin Lišák [?] z Malé Strany v Praze      | Přepis: Léta Páně 1718 tento zvon po ukradení předešlého nákladem zjednán a slit jest ke cti a chvále Boží a svatého Bartoloměje, apoštola Páně |

## Galerie

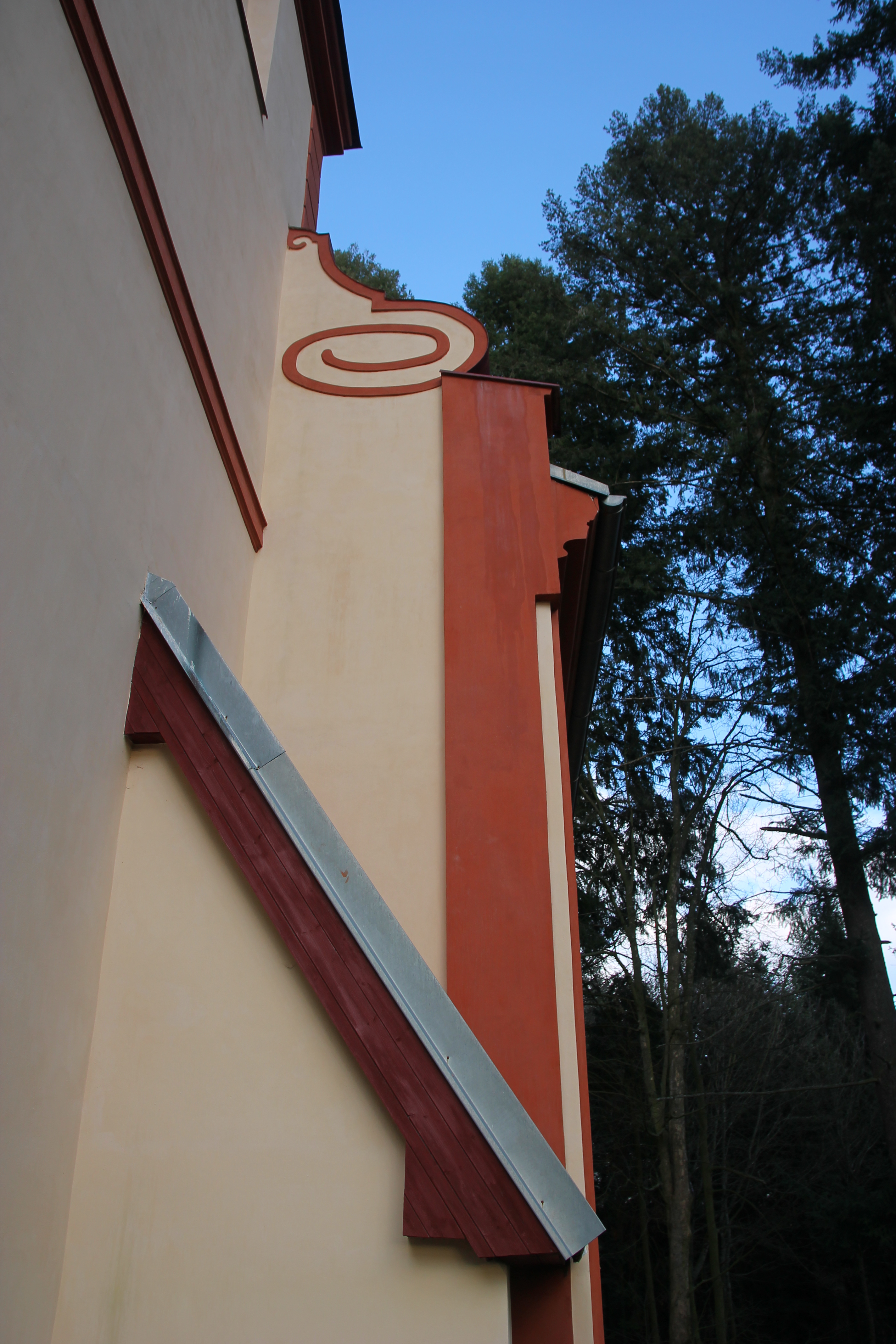
Detail jižní zdi
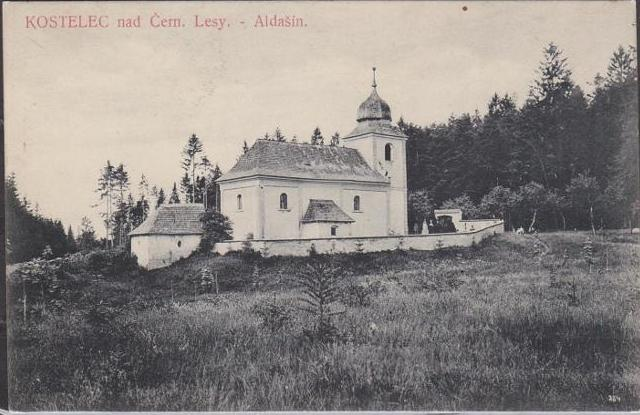
Historická pohlednice z Aldašína
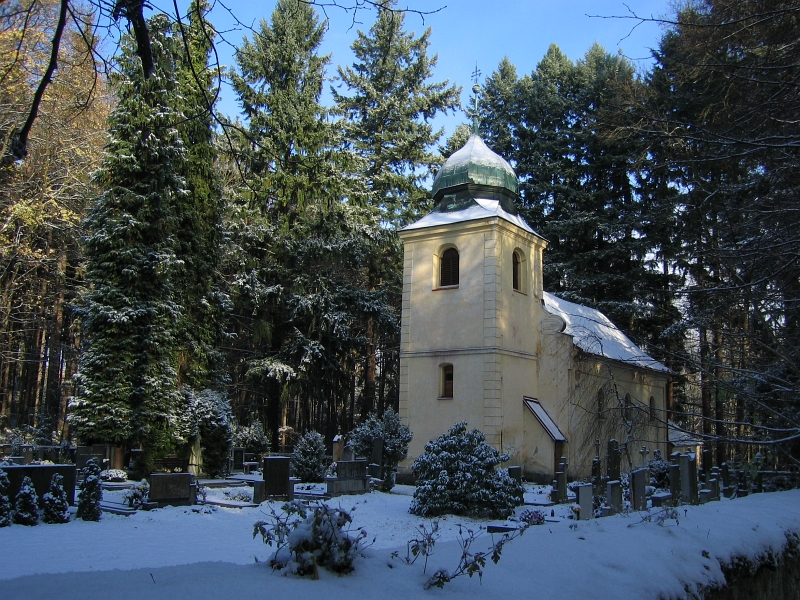
Kostel před rekonstrukcí
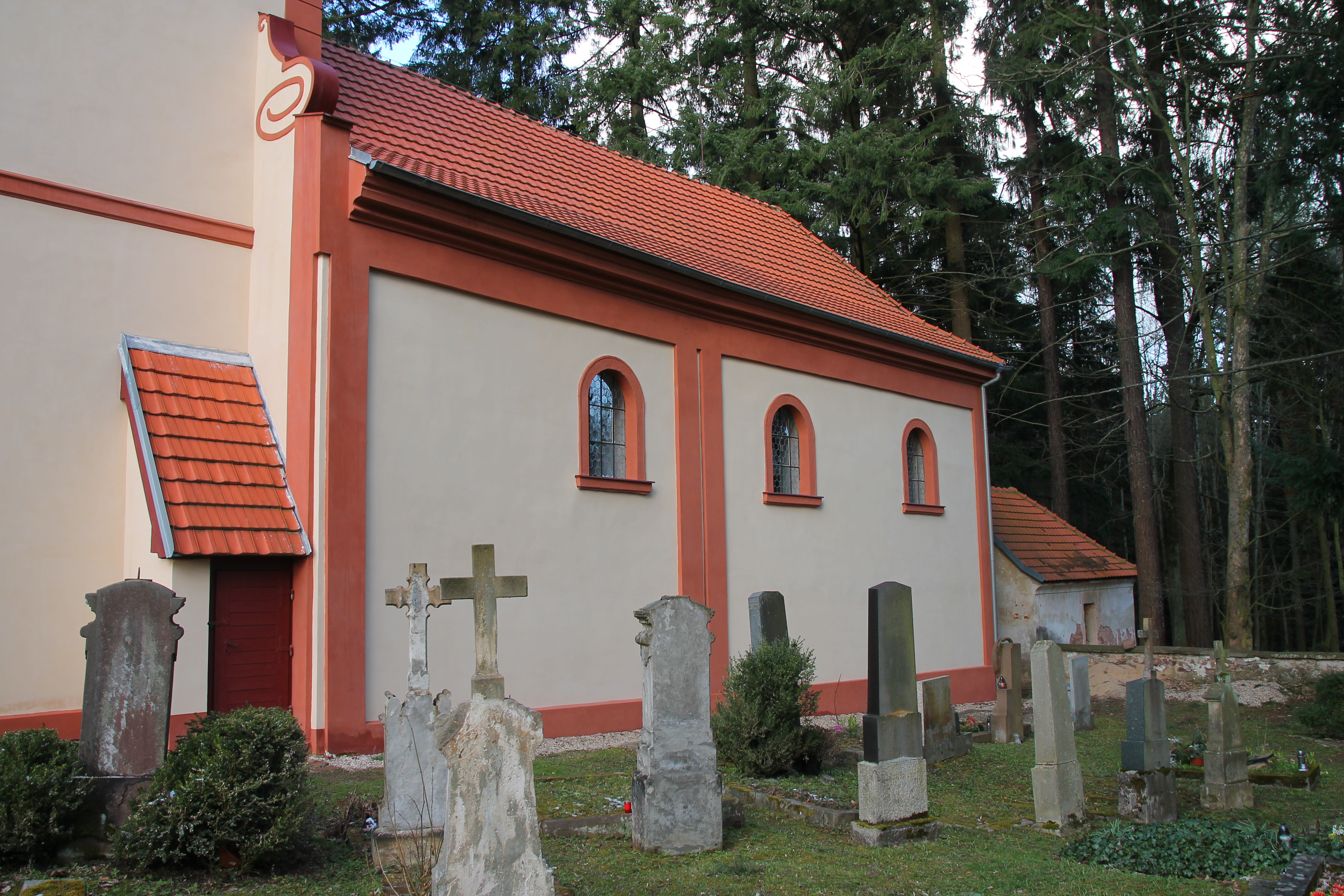
Jižní stěna kostela
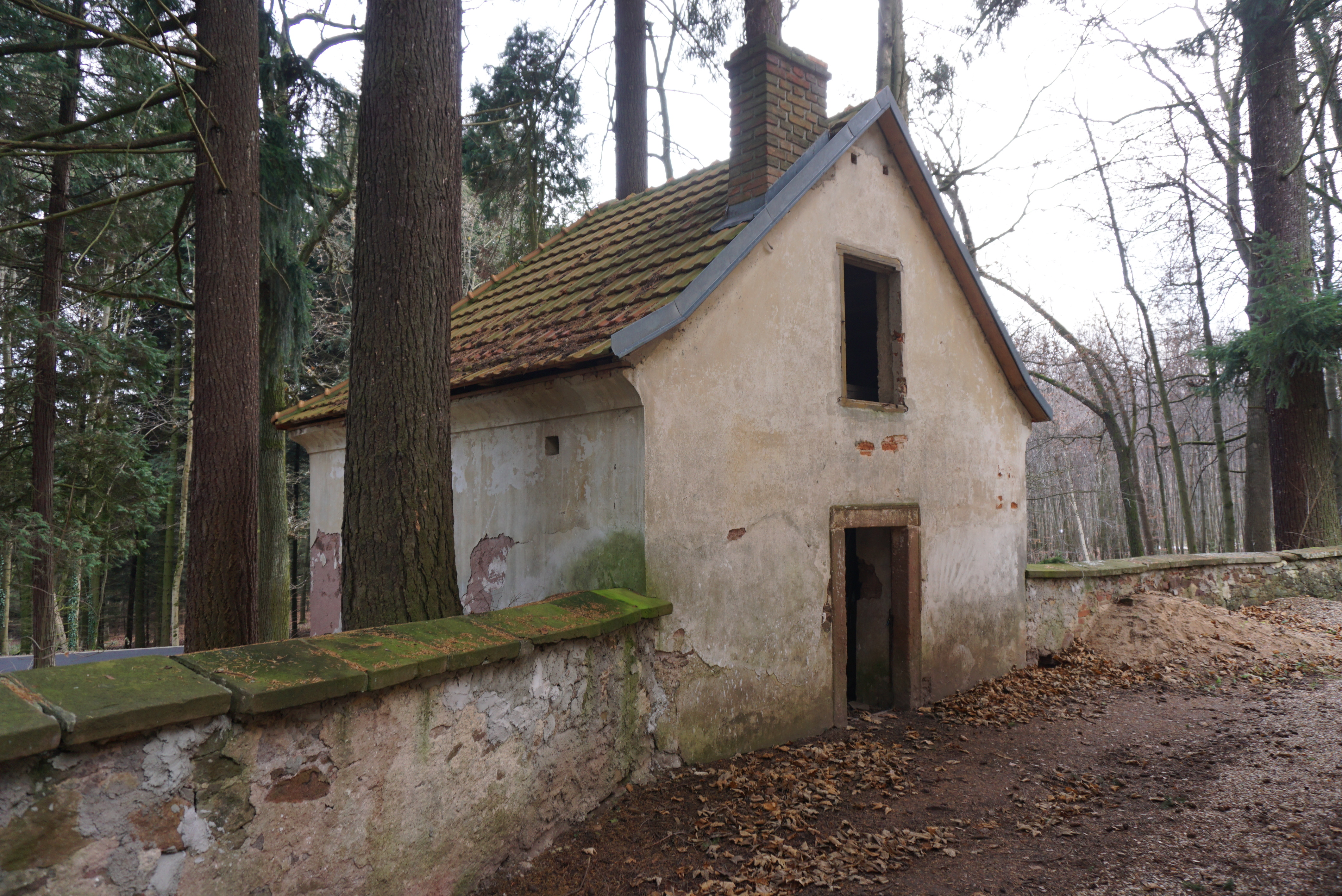
Márnice u kostela
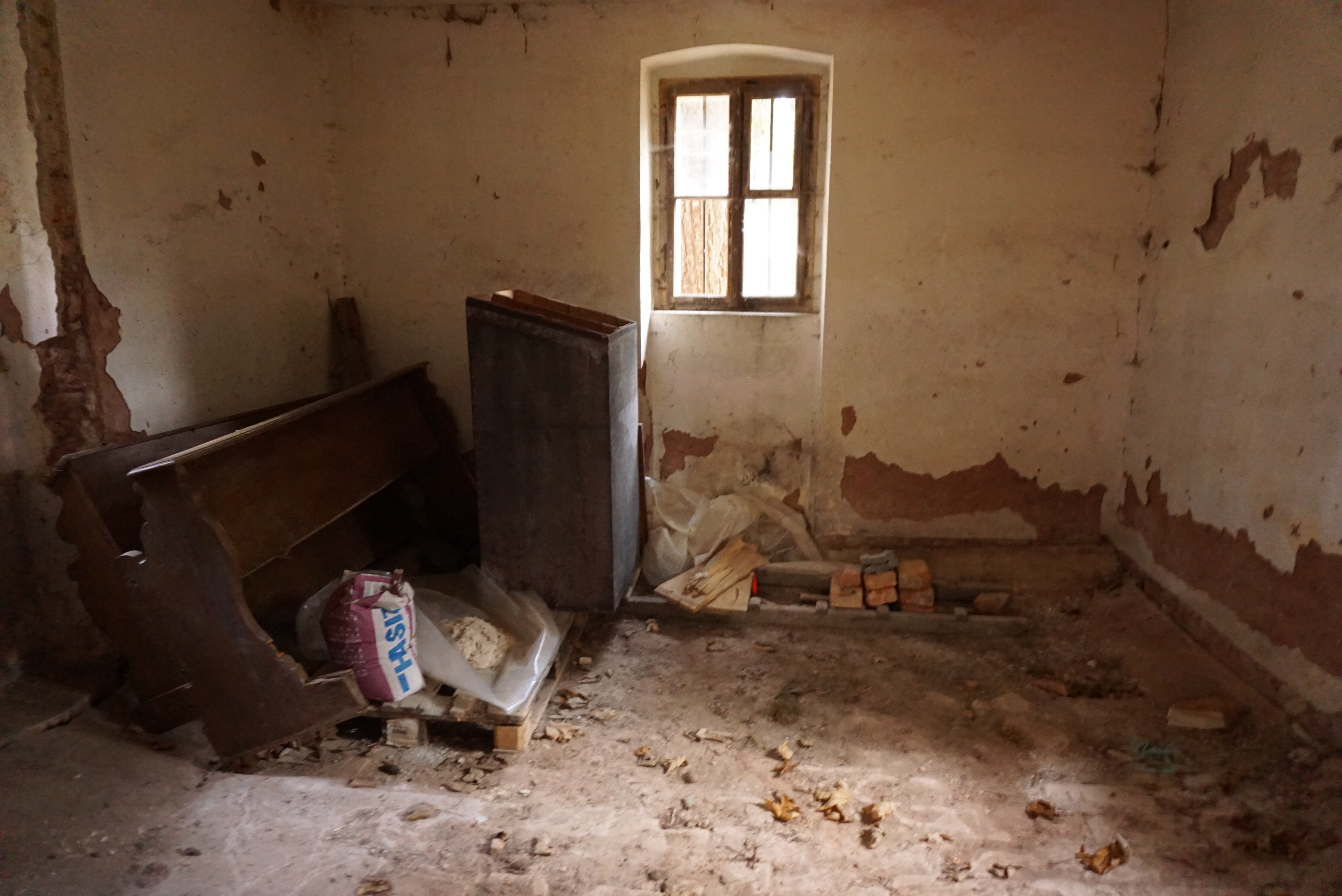
Interiér márnice